# Figanières
Figanières este o comună în departamentul Vaucluse din sud-estul Franței. În 2009 avea o populație de 2.539 de locuitori.

## Evoluția populației
| An        | 1975 | 1982  | 1990  | 1999  | 2006  | 2009  |
| --------- | ---- | ----- | ----- | ----- | ----- | ----- |
| Populație | 758  | 1.176 | 1.634 | 2.230 | 2.461 | 2.539 |